# Bitwa o Sejny
Bitwa o Sejny – bitwa stoczona przez Północną Grupę Uderzeniową 2 Armii z jednostkami litewskimi w dniach 1–10 oraz 22 września 1920 roku, w ramach wypierania Armii Czerwonej na wschód w czasie bitwy nad Niemnem w wojnie polsko-bolszewickiej.

## Walki
4 lipca 1920 ruszyła ofensywa Frontu Zachodniego M. Tuchaczewskiego. Ofensywę wojska polskie próbowały zatrzymać na linii Niemna. Po zajęciu przez bolszewików w lipcu Wilna i Grodna oddziały polskie wycofały się na Suwalszczyznę. Polacy zorganizowali obronę na linii: Bugu i Narwi. 29 lipca rozpoczęła się bitwa o utrzymanie tych rzek.
Litwini wykorzystali niekorzystną dla Polaków sytuację i zajęli Sejny, Suwałki i część Puszczy Augustowskiej do Kanału Augustowskiego. W sierpniu po odwrocie Armii Czerwonej spod Warszawy, Litwini korzystając z zamętu zajęli Augustów, z którego wkrótce zostali wyparci przez oddziały polskie.
W końcu sierpnia na Suwalszczyznę przybyła Grupa Operacyjna Wojska Polskiego. Po pertraktacjach Litwini wycofali się za Linię Focha. Gdy wydawało się, że sprawa jest unormowana wojska litewskie przekroczyły Linię Focha i przesunęły się pod Suwałki i Augustów. Na początku września Litwini ponownie zajęli Sejny.
Zakończenie walk przyniosła największa i najkrwawsza bitwa, która rozegrała się 22 września 1920. Oddziały polskie planując przejście przez neutralne terytorium Litwy, aby uderzyć na Armię Czerwoną przed Niemnem, skoncentrowały się na zachód od Sejn. Północna Grupa Uderzeniowa (Manewrowa) 2 Armii, po dokonaniu przejścia przez terytorium litewskie z zadaniem natarcia na Sejny – Druskienniki, a następnie wykorzystania powodzenia Armii na kierunku Grodno – Lida, w składzie 1 DPLeg., 1 DLB oraz 2 i 4 Brygady Jazdy (BJ) (w odwodzie Grupy: 17 DP, Brygada Syberyjska, z zadaniem osłony Suwalszczyzny przed Litwinami). Grupa Uderzeniowa osiągnęła gotowość do operacji 19 września i miała rozpocząć działania 22 września o godz. 12.00. Operację rozpoczęła 4 Brygada Jazdy, która wyprzedzając piechotę rozproszyła stawiająca opór piechotę litewską i opanowała mosty na Niemnie w Druskiennikach. 1 DP Leg. płk. Dąb-Biernackiego zaatakowała Sejny i po sześciu godzinach walki z litewską 2 Dywizją Piechoty zajęła miasto. Litwini stracili 1700 żołnierzy w większości poddających się do niewoli i 12 dział. Wielu poległo i odniosło rany. Straty Polaków 20 zabitych i 70 rannych. Polacy poszli na Druskienniki w celu opanowania istniejącego mostu i przepraw na Niemnie. Na trasie przemarszu doszło do kilku małych potyczek z Litwinami. Do poważniejszych doszło przy próbie opanowania mostu. Ostatecznie 4 Brygada Jazdy opanowała most w stanie nieuszkodzonym, umożliwiając przeprawę oddziałów polskich. Osłonę mostu przejęła 2 Brygada Jazdy, 4 Brygada poszła na Lidę. 23 września 1 DP Leg. opanowała Druskienniki, a 24 września Marcinkance. 1 DLB gen. J. Rzadkowskiego i 2 BJ po rozbiciu litewskiego 7 pp po sześciu godzinach walk dotarły do rejonu Porzecza. Wojska litewskie zostały wyparte za linię Focha. Oddziały polskie po przemarszu przez terytorium Litwy przeprawiły się przez Niemen pod Druskiennikami.
W lutym 1923 r. po negocjacjach Rada Najwyższa Ententy uznała granicę polsko – litewską na Linii Focha.
Walki o Sejny upamiętniono na jednej z tablic na Grobie Nieznanego Żołnierza w Warszawie napisem „SEJNY 1 – 10, 22 IX 1920".